# Éveline Lot-Falck
Pour les articles homonymes, voir Lot et Falck (homonymie).
Éveline Lot-Falck (née en 1918, morte en 1974) est une anthropologue française. En tant que Directeur d'études élue à la Ve section de l'École pratique des hautes études (EPHE), elle s'occupa de la chaire d'ethnologie religieuse sibérienne.

## Vie personnelle
Née en Île-de-France, É. Lot-Falck est la dernière enfant d'un couple franco-russe des médiévistes polyglottes Ferdinand Lot et Myrrha Borodina. Ses deux sœurs, Irène et Marianne, épousent respectivement Boris Vildé et Jean-Berthold Mahn.
É. Lot-Falck se marie en 1945 avec Roger Falck.

## Vie professionnelle

### Formation
Alors qu'elle ne présente pas le baccalauréat, elle entretient diversement la flamme familiale ; en se passionnant pour les mythes et les civilisations antiques, ainsi qu'aux traditions médiévales ou russes. Freinée par une absence de baccalauréat mais attirée dans l'approfondissement de connaissance, elle entre à 19 ans à l'École des Langues Orientales et ressort à 22 ans diplômée en langue et culture russe.

### Débuts
Intéressée par le journalisme et forte de ses passions ou de son bagage intellectuel, É. Lot-Falck entre comme bénévole au Département Asie du Musée de l'Homme - avec l'appui de son beau-frère Boris Vildé (spécialiste des civilisations arctiques). Sa maîtrise de la langue russe lui permet alors de s’intéresser aux domaines de Haute-Asie et des civilisations turco-mongoles, ainsi qu’aux populations de l’Arctique.
Très impliquée, elle y découvre le travail de muséographie. C’est ainsi qu’elle se spécialise peu à peu sur le chamanisme et se rapproche d’Anatole Lewitsky ; ce dernier, membre du Département Arctique comme adjoint de B. Vildé, mène alors des recherches sur les systèmes religieux nord-asiatiques. Obtenant un certificat d’ethnologie en 1941, É. Lot-Falck devient responsable du Département Arctique en 1942.
En plus du russe et en rapport à ses travaux de muséologue, É. Lot-Falck se tourne vers l’apprentissage de la langue mongole. Pour cela, elle suit les cours du linguiste Paul Pelliot au Collège de France dès 1942, puis ceux de Louis Hambis à l'École des Langues Orientales.

### Occupation & Résistance
Alors que ses qualités intrinsèques lui permettent de réussir professionnellement, la Seconde Guerre mondiale a déjà éclaté. Son entrée au Musée de l’Homme s’est faite peu avant la période de l’Occupation, et É. Lot-Falck ne tarde pas à rejoindre la Résistance par le Groupe du musée de l’Homme : aux côtés de B. Vildé, A. Lewitsky, Y. Oddon, … Le réseau est démantelé au début de l’année 1941 : avec plusieurs autres de leurs compagnons, B. Vildé et A. Lewitsky sont emprisonnés, jugés et fusillés le 23 février 1942 au fort du Mont Valérien. É. Lot-Falck perd alors une grande partie de son entourage professionnel.
Au sortir de la Guerre, É. Lot-Falck se marie avec Roger Falck, membre du Musée de l’Homme et responsable des expositions. Cette vie de couple la pousse à élargir sa connaissance à l’archéologie ancienne et à la paléoanthropologie.

### Carrière scientifique
Avec sa très bonne connaissance du russe et du mongol, É. Lot-Falck complète sa formation en entrant à l'École pratique des hautes études (ÉPHÉ), dans la Ve section « Sciences religieuses ». En 1947, elle présente son mémoire sur les rites de chasse chez les Sibériens. Elle répartit alors son activité entre le Musée de l’Homme et le CNRS, tout en continuant à publier différents articles, comptes-rendus et recensions d’ouvrages ou de travaux scientifiques de langue russe. C’est ainsi que se constitue un important fonds de données portant sur les populations d’Asie centrale et de Haute-Asie, donc d’URSS et de Mongolie. Cela lui permet encore de réussir au Musée de l’Homme, devenant conservatrice chargée de « la constitution définitive du Département des Arctique et d’U.R.S.S. d’Asie ».
Ses qualités de muséologue et de chercheur ne sont pas méconnues : Claude Lévi-Strauss fait créer pour elle la Chaire d'ethnologie religieuse sibérienne, au sein de la Ve section de l'École pratique des hautes études. D’abord hésitante et pleinement fidèle au Musée de l’Homme, É. Lot-Falck accepte finalement la proposition en 1963 : elle débute alors une nouvelle carrière dans l’enseignement comme titulaire de la chaire des Religions de l’Eurasie septentrionale et de l’Arctique, offrant un séminaire hebdomadaire.
N’abandonnant pas sa collaboration muséologique, c’est ainsi qu’elle dirige la formation d’une nouvelle équipe de scientifiques – pour partie composée de membres du Musée de l’Homme, dont Roberte Hamayon et Laurence Delaby, et formant bientôt le Centre d'Études Mongoles et Sibériennes.
Après plusieurs voyages en URSS et en Europe, sa santé s’affaiblit. É. Lot-Falck meurt peu de temps après son époux, en janvier 1974.

### Héritage
À sa suite, Roberte Hamayon reprend la Chaire qu'a occupée É. Lot-Falck jusqu'à son décès, sous l'intitulé des Religions de l’Asie septentrionale. R. Hamayon et L. Delaby entretiennent l'héritage de leur directrice, au travers du Centre d'Études Mongoles et Sibériennes et de la revue Études mongoles et sibériennes. Plusieurs articles de É. Lot-Falck y sont publiés, notamment en 1977.

### Œuvre
- Les Rites de chasse chez les peuples sibériens, Gallimard, 1953, 272 p. (ISBN 9782072809323, présentation en ligne).

### Sources
- M. Mahn-Lot, I. Vildé, L. Delaby, R. Hamayon, « Éveline Lot-Falck », in Objets et mondes. La revue du Musée de l’Homme, XV (1), p. 109-111.
- Cl. Lévi-Strauss, « Nécrologie. Éveline Lot-Falck (1918-1974) », in Annuaire de l’École Pratique des Haute Études, (sciences religieuses), 1973-1974, p. 39-44.
- L. Delaby, R. Hamayon, « Éveline Lot-Falck », in l’Ethnographie, 118e année, Nouvelle série 74-75, Volume d’hommage à Éveline Lot-Falck, 1977 (2), p. 07-09.
- Biographie de Louis Hambis.
- Base de données en ligne Juniper.